# BMW X1
BMW X1 je prvi kompaktni SUV BMW-a. Konkurenti su mu Ford Kuga, VW Tiguan a uskoro bi trebali doći i konkurenti iz Mercedesa i AUDI-ja.

## Prva generacija
Prva generacija je nastala na modificiranoj platformi serije 3 karavan odnosno E91, prvi put je prikazana kao koncept 2008. godine. Kako je nova generacija BMW X3 modela prebačena u SAD, X1 se proizvodi u Europi. Motori su 2.0 snage 143 i 170 ks i redni 6 snage 258 ks. Dizelaši su dvolitreni snaga 143,177 i 204 ks. 2011. godine redni 6 benzinac je zamijenjen novim dvolitrenim TwinTurbo rednim 4 motorom snage 245 ks. Također atmnosferski dvolitreni benzinac je nadograđen i u ponudi je samo u inačici s 150 ks. Mejnjači su 6 automatski i ručni.
Poput ostalih kompaktnih SUV-ova i X1 je u ponudi sa stražnjim pogonom ili xDrive-om, s tim da su najjači dizel i benzin dostupni samo s xDrive-om.